# Léo Claretie
Léo Eugène Hector Claretie, né à Merbes-le-Château en Belgique le 2 juin 1862 et mort à Servon-sur-Vilaine le 16 juillet 1924, est un journaliste, critique littéraire et romancier français.

## Biographie

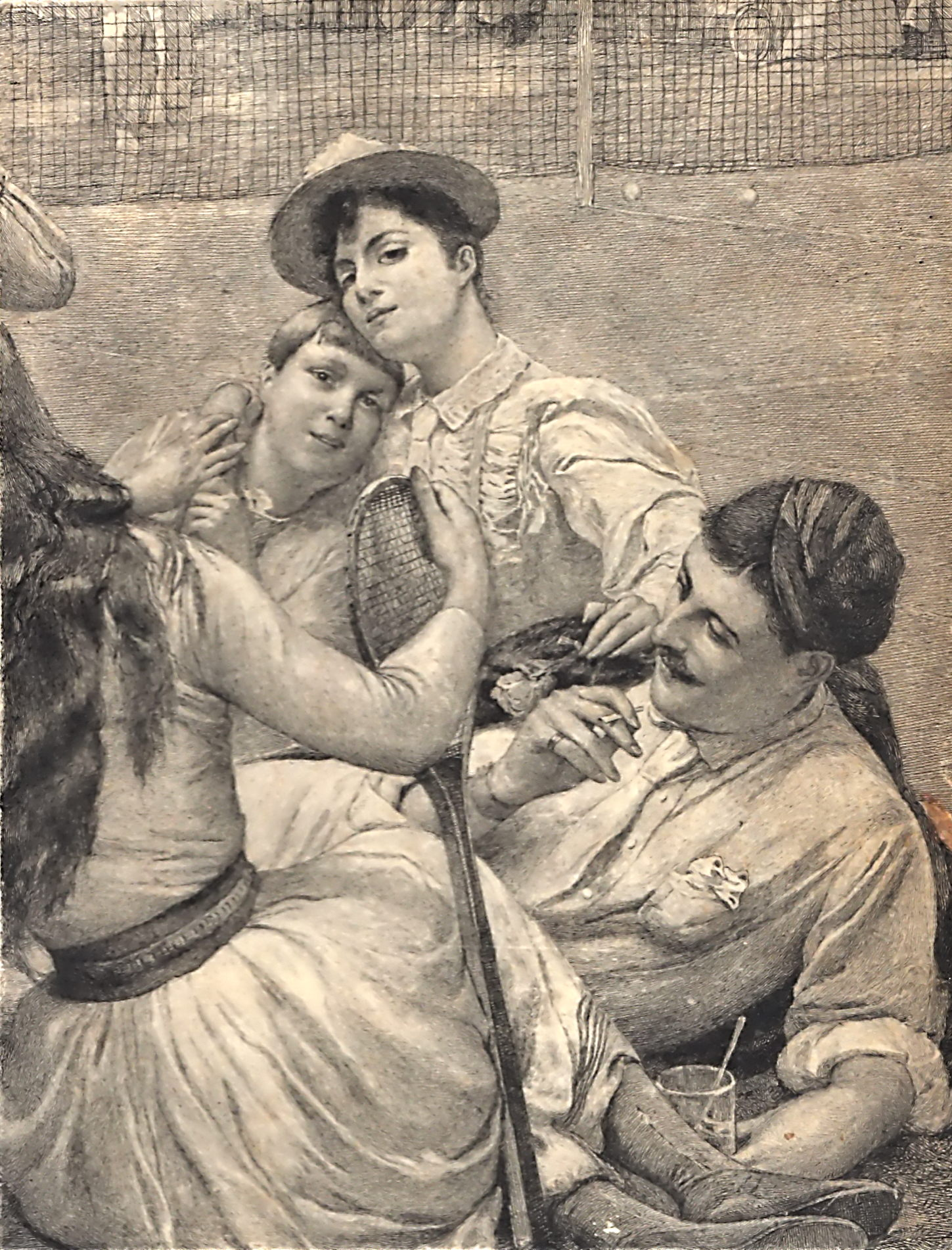
Léo Claretie et le cercle de famille. 1893

Il est diplômé de l'École normale supérieure, agrégé de lettres et docteur ès lettres. Rédacteur et chroniqueur au Temps, au Figaro, au Gaulois, au Journal des débats, à la Revue des deux Mondes et à la Revue de Paris, il est l'auteur d'ouvrages d'histoire littéraire, de récits de voyages et de romans. Il est connu aussi pour avoir publié en 1900 une version de la célèbre dictée de Mérimée.
Il meurt le 16 juillet 1924 à Servon-sur-Vilaine, en se jetant du train lors d'un voyage qu'il effectuait dans le rapide Paris-Brest. Il est inhumé au cimetière du Père-Lachaise (95e division),.
Léo Claretie était le cousin germain de Jules Claretie ainsi que le premier époux d'Henriette Rainouard, devenue plus tard l'épouse de l'homme politique Joseph Caillaux, qui fut président du Conseil et plusieurs fois ministre. Elle devait assassiner en mars 1914 le journaliste et directeur du Figaro Gaston Calmette dont le journal menait une violente campagne de presse contre son mari.
Au début du XXe siècle, Léo Clarétie habitait au 44 avenue Niel dans le XVIIe arrondissement de Paris, puis 6 square Thiers dans le 16e arrondissement (1923).

## Liste sélective des publications
- Paris depuis ses origines jusqu'en l'an 3000, préface de Jules Claretie, 1886
- Florian, 1888
- en 1987
- Lesage romancier, d'après de nouveaux documents : le roman en France au début du XVIIIe siècle, 1890
- L'Université moderne, préface de Octave Gréard, 1892
- Feuilles de route en Tunisie, 1893
- Les Jouets : histoire, fabrication, 1893 — Texte en ligne
- Feuilles de route aux États-Unis, 1895 Texte en ligne
- Lectures françaises, 1895
- J.-J. Rousseau et ses amies, préface de Ernest Legouvé, 1896
- Coins de Paris, 1897
- Le Carnaval de Binche, roman, 1900
- La Vallée fumante, roman du far-west américain, 1900 Texte en ligne
- Nos Petites Grand'mères. La Jeune Fille au XVIIIe siècle, 1901
- Le Roman d'un agrégé, 1902
- Marie Petit, roman d'aventures, 1903
- Nos Grands Écrivains racontés à nos petits Français, préface de Gabriel Hanotaux, 1904
- Histoire de la littérature française, 900 à 1910, 5 vol., 1905-1912
- Histoire des théâtres de société : avec 29 gravures dans le texte, Paris, Librairie Molière, 1906, 280 p., in-18 (lire en ligne).
- L'École des dames, 1907 Texte en ligne
- Les Héros de la Yellowstone, roman, 1908 Texte en ligne
- Cadet-la-Perle, roman, 1909
- Sourires littéraires, 1909
- Le Vieux Tzigane, ou Une idylle aux Carpathes, 1910
- Les Contemporains, 1900-1910, 1912
- Feuilles de route en Roumanie, 2 vol., 1912
- Les Jouets de France, leur histoire, leur avenir, 1920
- Linette. Mémoires d'une enfant de Paris, 1926
- Sophie, ou les Amants fidèles, roman, s. d.